# Prosto Mixtape Kebs
Prosto Mixtape Kebs – trzeci z cyklu mixtape wydany przez wytwórnię płytową Prosto. Zmiksowany został przez DJ Kebsa z grupy HiFi Banda. Na albumie znalazły 23 utwory, w których udział wzięło 61 raperów oraz 16 producentów muzycznych. Składankę prowadzi zespół Bez Cenzury, czyli Ero, Łysol i Siwers. W ramach promocji do utworów: „Do kurew”, „Murek” i „Zanim zaczniesz” zostały zrealizowane teledyski.
Nagrania dotarły do 4. miejsca listy OLiS.

## Lista utworów
Opracowano na podstawie źródła.
| #  | Tytuł                                      | Wykonawcy                                                        | Producent     | Czas |
| -- | ------------------------------------------ | ---------------------------------------------------------------- | ------------- | ---- |
| 1  | „Intro”                                    | Bez Cenzury, DJ Kebs                                             | The Returners | 0:49 |
| 2  | „Życie wypisane na twarzy”                 | VNM, Rak Raczej, Wężu, Juras, MadMajk, Diox, Brahu, Sokół, Pezet | White House   | 6:05 |
| 3  | „Za dużo widzę (Prosto Remix)”             | Głowa, Brahu, Juras                                              | Kuoter        | 2:42 |
| 4  | „Myśl pozytywnie (Prosto Remix)”           | Diox, Koras                                                      | DJ Wich       | 2:37 |
| 5  | „Zanim zaczniesz”                          | Bez Cenzury, Miki, JWP                                           | Siwers        | 5:16 |
| 6  | „Wszystkie piłki podkręcone”               | Parzel                                                           | Siwers        | 3:52 |
| 7  | „Nie idę sam”                              | VNM, Fu, Wigor                                                   | Stona         | 3:31 |
| 8  | „Za późno, żeby wrócić”                    | Felipe, Ten Typ Mes, Tomasina                                    | Zbylu         | 3:30 |
| 9  | „T.K.O.”                                   | Reks, Miki, Hades                                                | Kuoter        | 4:12 |
| 10 | „Tak miało być”                            | Młody M, Flint                                                   | Perel         | 2:35 |
| 11 | „Jestem lepszy”                            | Firma                                                            | Perel         | 4:02 |
| 12 | „Nie ukrywam, że...”                       | Pono, Fokus                                                      | The Returners | 2:59 |
| 13 | „Do kurew”                                 | ZIP Skład                                                        | Bob Air       | 3:19 |
| 14 | „Dług”                                     | W.E.N.A., Bisz, Miuosh                                           | Galus         | 3:01 |
| 15 | „Tu i teraz”                               | Jasiek MBH, Hades, Hudy HZD                                      | Stona         | 2:47 |
| 16 | „Nie podawaj się za kogoś, kim nie jesteś” | Kazan, KaeN, Ward                                                | Kocur         | 3:19 |
| 17 | „Plaża”                                    | Parzel, Sokół, Sitek                                             | Sempu         | 3:16 |
| 18 | „Murek”                                    | Vienio, Koras, Pyskaty, Hania                                    | Zbylu         | 4:41 |
| 19 | „Oddajcie dzieciakom pasję”                | Endefis, Ekonom                                                  | White House   | 3:28 |
| 20 | „Jak skończymy”                            | Solar, Białas                                                    | Zbylu         | 3:24 |
| 21 | „Kolory”                                   | Bułgar, Hades, Ero, Chada                                        | Stona, Siwers | 5:05 |
| 22 | „Nie poddawaj się”                         | Zarys Zdarzeń, Junior Stress, Tallib                             | Eljot         | 3:33 |
| 23 | „Dokąd uciec”                              | Cebul, Green, Satyr, Klemens                                     | Oer           | 2:11 |